# Geschiedenis van Bolivia

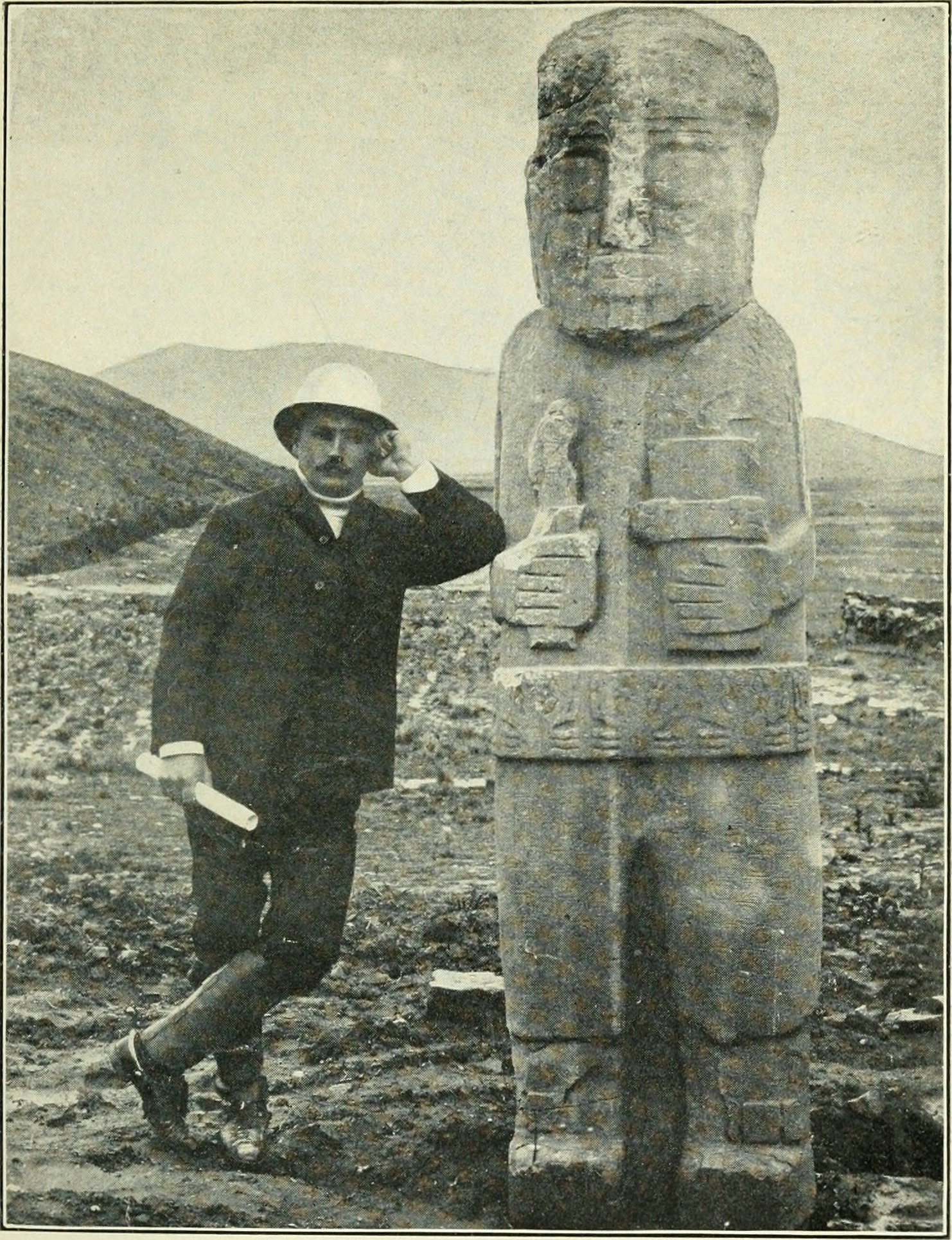
El-Fraile-Stele
Hiram Bingham, Across South America; an account of a journey from Buenos Aires to Lima by way of Potosí, with notes on Brazil, Argentina, Bolivia, Chile, and Peru (1911)

De geschiedenis van Bolivia omvat de precolumbiaanse, koloniale en moderne geschiedenis van Bolivia.

## Precolumbiaanse periode
De aanwezigheid van de oudste bewoners van Bolivia is vanaf ongeveer 13.000 jaar voor Chr. aangetoond.
De stad Tiwanaku ontstond waarschijnlijk al voor het jaar 200 en was de hoofdstad van een rijk dat in zijn bloeitijd (tot ca. 1000) ruwweg de zuidelijke helft van het latere Incarijk beheerste (Zuid-Peru, Noord-Chili, een flink stuk van Bolivia en een deel van Noord-Argentinië}. In de 15e eeuw werd het gebied vanuit Peru veroverd door de Inca's.

## Spaanse kolonisatie
In de eerste helft van de 16e eeuw werd het latere Bolivia veroverd en gekoloniseerd door de Spanjaarden (allereerst onder Francisco Pizarro in 1532). Dit betekende het einde van het Inca-rijk. De nomadische indianen in het laagland ten oosten van het Andes-gebergte werden echter nooit effectief onderworpen. De Spanjaarden namen aanvankelijk het sociale stelsel uit de Inca-tijd over, ook het systeem van arbeidsplicht (mita). Zij bouwden binnen een eeuw het stedenpatroon zoals we dit nu nog kennen. Gaandeweg werden ruilhandel en gemeenschappelijke landbouw vervangen door een op commerciële principes gebaseerde maatschappij, waarin mijnbouw (mijnstad Potosí en zilvermijnen) en grootgrondbezit (haciendas) een voorname rol speelden. Duizenden inheemse bewoners werden in de mijnen of op de haciendas te werk gesteld. De inheemse cultuur werd onderdrukt; zo werd de klederdracht van de Spaanse boer(in) – wijde rokken en bolhoeden – verplicht gesteld.
Vanwege de erbarmelijke arbeidsomstandigheden in de mijnen was het sterftecijfer onder de inheemsen hoog. Dit werd verergerd door het feit dat zij weinig of geen lichamelijke afweer hadden tegen de ziekten die de Europeanen met zich mee brachten. Zodoende was de "Indiaanse" bevolking rond 1650 ongeveer gehalveerd tot om en nabij 500.000.
De Franse en Amerikaanse Revolutie gingen niet aan de "Criollos" de nazaten van de Spaanse kolonisatoren van Alto Peru (zoals de kolonie toen heette) voorbij. Zij hadden genoeg van de Spaanse bemoeizucht en belastingen. Toen Spanje in 1808-1810 door de Fransen onder Napoleon was bezet, genoot men een gevoel van vrijheid, dat men niet meer wilde loslaten toen Spanje zijn gezag weer wilde herstellen. In 1824 versloeg Simón Bolívar de Spanjaarden in Peru. Zijn generaal Antonio José de Sucre versloeg hen in Alto Perú.

## Onafhankelijkheid
Na de Boliviaanse onafhankelijkheidsoorlog werd op 6 augustus 1825 de onafhankelijkheid van de "República de Bolívar" uitgeroepen (vernoemd naar de vrijheidsstrijder Simón Bolívar). Het werd ten slotte Bolivia. Hoofdstad werd La Plata (het latere Sucre) en Antonio José de Sucre de eerste president. Sindsdien wordt het land geteisterd door oorlogen en staatsgrepen (188 stuks tussen 1825 en 1982). Ook typerend in de Boliviaanse geschiedenis is het gebiedsverlies aan verschillende buurlanden, waardoor het land ten slotte ook de toegang tot de zee verloor en een binnenstaat werd.

### Gebiedsverlies
In 1867 verloor Bolivia delen van zijn Amazone-gebied en een deel van de oostelijke Mato Grosso aan Brazilië. Argentinië had al eerder de Chaco Central bezet.
In 1884 verloor Bolivia samen met Peru de Salpeteroorlog van Chili. Als gevolg daarvan moest het land de kustprovincie Litoral afstaan (nu de regio Antofagasta). Bolivia raakte hierdoor afgesneden van de Stille Oceaan, waardoor de Boliviaanse Marine sindsdien in het Titicacameer oefent.
Brazilië verwierf grotendeels Acre. Via de Madeira, een belangrijke zijtak van de Amazonerivier, kreeg Bolivia recht op doorgang naar de Atlantische Oceaan. Echter verklaarde de rest van Acre, toen een belangrijk rubbergebied, zich in 1903 onafhankelijk en sloot zich bij Brazilië aan.
Van 1932 tot 1935 was Bolivia in oorlog met buurland Paraguay. Deze Chaco-oorlog was het gevolg van het vermoeden van aardolie in de bodem van het Chaco Boreal, een groot dunbevolkt savannegebied. Meer dan 80.000 Bolivianen verloren het leven, mede door een slechte organisatie en uitbraak van ziekten en gebrek aan water in het zeer dorre gebied. Uiteindelijk veroverde Paraguay grote gebieden op Bolivia. In ruim een eeuw was het grondgebied van Bolivia gehalveerd.

### Politieke verhoudingen
De "caudillos" waren vanaf 1884 de (conservatieve of liberale) presidenten die het land sinds de onafhankelijkheid bestuurden waren of bezig met de conflicten met de buurlanden of met machtsvetes tussen facties binnen de politieke elite. Aandacht voor de opbouw van een rechtvaardige(r) samenleving hadden zij nauwelijks.
Na de Salpeter-Oorlog maakte de politieke elite een einde aan het bestaan van de "ayllus", de gemeenschappelijke gronden van de inheemse bevolking, hetzij door publieke verkoop hetzij met geweld. Deze gronden werden eenvoudigweg toegevoegd aan de grote bedrijven (latifundios) van de niet-inheemse hereboeren. De inheemsen die deze gronden bewerkten werden nu een soort lijfeigenen (mita-systeem).
In 1952 vond een revolutie plaats. De inheemse bevolking had voor die tijd geen burgerrechten, maar de revolutie gaf hun voor het eerst recht op inspraak. De tinmijnen werden genationaliseerd en de landbouwgronden herverdeeld. De presidenten Hernán Siles Zuazo en Víctor Paz Estenssoro hielden echter de communisten buiten de deur en behielden de steun van Washington. In 1964 nam het leger het heft weer in handen. Op 8 oktober 1967 werd Che Guevara opgepakt tijdens een door de CIA georganiseerde militaire operatie van het Boliviaanse leger. Guevara werd door het Boliviaanse leger geëxecuteerd.
In 1982 is de militaire macht overgedragen aan een burgerregering. De spanningen tussen het land en Chili kwamen weer tot uiting bij de Boliviaanse Gasoorlog in 2003.

### Presidentschap van Evo Morales (2006-2019)
De twee belangrijkste kandidaten voor de Boliviaanse presidentsverkiezingen in 2005 waren de boerenleider Juan Evo Morales Ayma van de MAS-partij en Jorge Quiroga, de leider van de Sociale en Democratische Kracht en voormalig hoofd van de Nationalistische Democratische Actie partij. Morales won de verkiezingen met 53,7% van de stemmen, een absolute meerderheid, ongebruikelijk in Boliviaanse verkiezingen. Hij werd de eerste Boliviaanse leider van inheemse afkomst en beëdigd op 22 januari 2006 voor een termijn van vijf jaar. Voorafgaand aan zijn officiële inauguratie in La Paz, werd hij ingewijd in een Aymara-ritueel op de archeologische site van Tiwanaku voor een menigte van duizenden Aymara-mensen en vertegenwoordigers van linkse bewegingen uit heel Latijns-Amerika. Hoewel zeer symbolisch, was dit ritueel niet historisch gebaseerd en vertegenwoordigde het in de eerste plaats inheemse Aymara's – niet de belangrijkste Quechua-sprekende bevolking. Sinds de Spaanse verovering in de vroege 16de eeuw werd deze regio, waar sprake is van een meerderheid van inheemse bevolking, vooral geregeerd door afstammelingen van Europese immigranten.
Bij de verkiezingen van 2009 werd Evo Morales herkozen met 64,22% van de stemmen. Zijn partij, de Beweging naar het Socialisme (MAS), won ook een tweederdemeerderheid in beide huizen van het Nationaal Congres.
In 2009 nam Bolivia een nieuwe grondwet aan. Onder het bewind van Morales traden herhaaldelijk sociale spanningen op die leidden tot escalaties. In augustus 2016 werd daarbij in Panduro de vice-minister voor Binnenlandse Zaken en Politie Rodolfo Illanes Alvarado bij onderhandelingen over een langdurige proteststaking tegen de nieuwe mijnbouwwet uit 2014 gevangen genomen en doodgemarteld of doodgeslagen door militante mijnwerkers, die hem verantwoordelijk hielden voor een politieoptreden waarbij enkele collega's waren gedood.
Hoewel de Boliviaanse grondwet aanvankelijk stelde dat een president maximaal twee ambtstermijnen aan de macht mocht blijven, kon Morales na een omstreden wetswijziging toch weer meedoen aan de verkiezingen in 2014. Hierbij werd hij verkozen voor een derde termijn, die liep tot 2019. In 2016 probeerde Morales via een referendum de mogelijkheid tot een vierde ambtstermijn af te dwingen. Ondanks dat dit door een meerderheid van de kiezers verworpen werd, besliste het Constitutioneel Hof dat hij zich bij de presidentsverkiezingen van 2019 wederom verkiesbaar mocht stellen. Toen Morales na deze verkiezingen opnieuw de overwinning uitriep, ontstonden in het diep verdeelde Bolivia grote spanningen en ongeregeldheden. De Organisatie van Amerikaanse Staten beweerde dat er grootschalige fraude was gepleegd, wat de protesten tegen Morales deed oplaaien. Later verscheen er in de New York Times een artikel waarin tegenstanders van de conclusies van de OAS werden aangehaald. Het OAS repliceerde hierop dat het door hen uitgevoerde onderzoek niet concludeerde of Morales zich onterecht stemmen had toegeëigend, maar dat er wel aantoonbaar sprake van fraude was. Uiteindelijk werd Morales in november 2019 door het leger gedwongen om af te treden, waarna hij direct politiek asiel kreeg in Mexico. Samen met zijn bondgenoten sprak hij van een staatsgreep. Jeanine Áñez van de kleine rechtse partij Movimiento Demócrata Social (MDS) volgde Morales op als waarnemend president. Na overleg tussen regering en oppositie werd besloten nieuwe verkiezingen te houden, maar Morales was niet welkom als presidentskandidaat.
In oktober 2020 behaalde de MAS met presidentskandidaat Luis Arce een ruime meerderheid van de stemmen. Zijn tegenkandidaat, oud-president Carlos Mesa, kreeg zo'n 30% van de stemmen en het grote verschil maakt een tweede stemronde niet nodig. Het rechtse interim-kabinet werd afgerekend op de slechte maatregelen tijdens de coronapandemie en de privatiseringen die er snel doorheen zijn gedrukt. Arce was minister van Economische Zaken onder Morales en hij heeft een succesvol economisch beleid tegen armoede in het land gevoerd. Met de overwinning verwacht Morales zelf naar Bolivia terug te keren. Hij is nog bijzonder populair onder de inheemse bevolking, maar hem zijn zware aanklachten ten laste gelegd, waaronder die van corruptie, terrorisme en genocide.
- Library of Congress Control Number: sh85015390
- Nationale Bibliotheek van Israël: 987007282660605171

Geschiedenis van: Argentinië · Aruba · Bolivia · Brazilië · Chili · Colombia · Ecuador · Frans-Guyana · Guyana · Panama · Paraguay · Peru · Suriname · Uruguay · Venezuela